# Niederhergheim
Niederhergheim ist eine französische Gemeinde mit 1169 Einwohnern (Stand 1. Januar 2022) im Département Haut-Rhin in der Region Grand Est (bis 2015 Elsass). Die Bewohner werden Niederhergheimois und Niederhergheimoises genannt.

## Geografie
Niederhergheim liegt am linken Ufer der Ill, etwa zwölf Kilometer südöstlich von Colmar, zwischen Oberhergheim im Süden und Sainte-Croix-en-Plaine im Nordwesten. Im Westen reicht das Gemeindegebiet bis zur Alten Thur, im Osten bis zum Canal Vauban.

## Geschichte
Im 13. Jahrhundert wurden Pfarrei und Ortschaft Niederhergheim zum ersten Mal urkundlich erwähnt. Die Burg der Familie Herkheim wurde 1304 belagert und zu Beginn des 16. Jahrhunderts zerstört. 1526 wurde die Burg wieder aufgebaut. Von 1589 bis zur Französischen Revolution war die Ortschaft ein Lehen der Familie Schauenbourg. 1806 wurde die Burg endgültig zerstört. 1850 wurde die Gemeinde nach Osten hin erweitert.
Von 1871 bis zum Ende des Ersten Weltkrieges gehörte Niederhergheim als Teil des Reichslandes Elsaß-Lothringen zum Deutschen Reich und war dem Kreis Gebweiler im Bezirk Oberelsaß zugeordnet.

### Bevölkerungsentwicklung
| Jahr      | 1910 | 1962 | 1968 | 1975 | 1982 | 1990 | 1999 | 2007 | 2017 |
| --------- | ---- | ---- | ---- | ---- | ---- | ---- | ---- | ---- | ---- |
| Einwohner | 701  | 690  | 717  | 802  | 801  | 852  | 921  | 972  | 1129 |

## Sehenswürdigkeiten
Eine ursprüngliche Kirche in Niederhergheim wurde zum ersten Mal 1262 erwähnt, sie wurde 1750 repariert, dann aber abgerissen, um Platz für die heutige Kirche zu machen. Die katholische Kirche Sainte-Lucie wurde 1870 nach Plänen des Architekten Laubser erbaut. Das Innere wurde 1896 von Philippe Carl Schilling im Stil der Neuromanik gestaltet. Im Jahre 2000 wurde die Kirche in das Zusatzverzeichnis der Monuments historiques eingetragen (inscrit MH).
Die Orgel stammt aus dem Jahr 1890. Sie wurde von Martin Rinckenbach gebaut.
Ein Bauernhof in der Rue de Vignes wurde 1768 erbaut. Der Türsturz einer Renaissance-Tür in dem Gebäude trägt die Jahreszahl 1505 als Inschrift. Der Bauernhof befindet sich im Privatbesitz und wurde 1999 in das Zusatzverzeichnis der Monuments historiques eingetragen.
|  |  |  |

## Wirtschaft
Wichtige Erwerbszweige der Niederhergheimois sind Ackerbau, Weinbau, Imkerei und die Zucht von Hausrindern und Hausschweinen.